# The Little Rascals Save the Day
Micuții șmecheri salvează ziua (titlu original: The Little Rascals Save the Day) este un film american de comedie din 2014 regizat de Alex Zamm.

## Distribuție
- Doris Roberts - Grandma
- Greg Germann - Ray "Big Ray" Kaye
- Lex Medlin - Officer Kennedy
- Valerie Azlynn - Miss Crabtree
- Jet Jurgensmeyer - Spanky
- Drew Justice - Alfalfa
- Jenna Ortega - Mary Ann
- Connor Beaty - Stymie
- Isaiah "Zay Zay" Fredericks - Buckwheat
- Camden Gray - Porky
- Eden Wood - Darla
- Grant Palmer - Waldo
- Chase Vacnin - Butch
- Rio Mangini - Woim
- Billy Johnston - Freckle-Faced Boy
- Jim Blanchette - Customer #1
- James Hallett - Golf Club Manager
- French Stewart - Bank Officer
- Bug Hall - Delivery Man/Ice Cream Man (Hall l-a interpretat pe Alfalfa în filmul din 1994.)
- Steve Monroe - Mailman
- Brian Stepanek - Sergio
- Mindy Sterling - Talent Coordinator
- Robert Torti - TV Show Host Leo McCarey
- Cathy Giannone - Customer #2
- Dashell Zamm - McKibble the Magnificent
- Jules - Petey